# Antonio Cafiero
Antonio Francisco Cafiero (Buenos Aires, Argentine, 1922 — San Isidro, 2014) est un économiste, homme politique et diplomate argentin.
Péroniste de la première heure, compagnon de route du líder, il devint ministre du Commerce extérieur dans le deuxième gouvernement de Juan Perón, et fut emprisonné pour une année en septembre 1955 par les militaires arrivés au pouvoir à la suite du coup d’État dit Révolution libératrice. Remis en liberté, il sera jusqu’à la restauration de la démocratie en 1973 l’une des figures de proue de la dénommée Résistance péroniste, et fut élu, alors que le péronisme était proscrit, président du Parti justicialiste. Sous le troisième peronisme (1973-1976), il exerça comme ministre de l’Économie, et occupait le poste d’ambassadeur d’Argentine auprès du Saint Siège, au moment où eut lieu le coup d’État militaire de 1976. Après le rétablissement de la démocratie en 1983, il sera tour à tour député fédéral, gouverneur de la province de Buenos Aires, chef de cabinet de l’éphémère gouvernement d’Eduardo Camaño, et par deux fois sénateur. Il fut par ailleurs plusieurs fois ambassadeur d’Argentine — en Belgique, auprès de la CEE et du Saint-Siège, et la dernière fois au Chili.
Sa longévité (il mourut à l’âge de 92 ans après avoir traversé toutes les phases du péronisme) et son amitié personnelle avec Perón l’ont hissé au rang de véritable légende du mouvement justicialiste.

## Biographie
Avant de s’engager dans la carrière politique, Antonio Cafiero était diplômé en comptabilité en 1944 et avait obtenu en 1948 un doctorat en sciences économiques, l’un et l’autre à l’université de Buenos Aires. Dès avant cette période universitaire, à partir de 1938, il avait été actif comme membre de l’Action catholique argentine.
Au sein de l’université, il déploya une intense activité de dirigeant de jeunesse, remplissant différentes fonctions, notamment celle de président de l’Association des étudiants, de délégué étudiant et de secrétaire politique du Conseil de surveillance. À partir de 1952 et jusqu’à 1984, il accomplit des missions d’enseignement.
Il épousa Ana Goitía, avec qui il eut dix enfants, dont Mario Cafiero et Juan Pablo Cafiero, également actifs en politique. Ses descendants comprennent, outre ses enfants, une quarantaine de petits-enfants et arrière-petits-enfants.

### Activité dans le mouvement péroniste
Cafiero fit ses premiers pas de militant péroniste en participant à la célèbre journée de mobilisation ouvrière du 17 octobre 1945, événement fêté par la suite comme le Jour de la Loyauté. Pourtant, il n’occupera de fonction de haut rang au sein du Parti justicialiste (PJ) qu’en 1962, lorsqu’il sera nommé secrétaire politique du Conseil de surveillance du Parti justicialiste, puis coordinateur du Mouvement national justicialiste, à l’époque où le líder du péronisme se trouvait en exil à des milliers de kilomètres de distance. En 1964, il sera désigné Secrétaire politique du Conseil de surveillance du parti et en 1971 directeur du Conseil de planification de ce même parti.
De 1986 à 1991, il fut président du Conseil provincial du PJ dans la province de Buenos Aires et de 1987 à 1990 président du Conseil national du parti. À partir de cette même année 1990, il exerça comme Secrétaire général du Bloc des sénateurs justicialistes.

#### Sous les premier et deuxième gouvernements péronistes (1946-1955)
Le fait qu’il avait été l’un des rares dirigeants étudiants à soutenir Perón en 1945, le soutien que lui apporta Eva Perón, et la reconnaissance de sa notoire capacité de travail (selon ce qu’il expose lui-même dans son livre de mémoires) valurent à Cafieri d’être nommé à de hautes fonctions de l’État dès le premier gouvernement péroniste.
Il exerça ainsi, jeune encore, comme conseiller financier à l’ambassade d’Argentine à Washington DC entre 1948 et 1951, et comme directeur du Département socio-économique du ministère des Affaires étrangères (la Chancellerie) entre 1951 et 1952. Il fut ensuite, de 1952 à 1955, ministre fédéral du Commerce extérieur.
Dans le sillage du coup d’État militaire de septembre 1945, prélude à l’instauration de l’autodénommée Révolution libératrice, Cafiero fut retenu prisonnier pour raisons politiques pendant un an, et s’exila brièvement au terme de son emprisonnement. À partir de ce moment et jusqu’en 1972, il sera un militant actif dans la résistance péroniste. Dans ce cadre, il visitera à plusieurs reprises Perón dans son lieu d’exil, jusqu’au retour définitif de celui-ci en Argentine en 1973,.

#### Sous le troisième péronisme (1973-1976)
Après que le président Lanusse eut convoqué des élections pour mars 1973 (mais que la candidature de Perón eut été interdite par les militaires), une fraction du syndicalisme, emmenée par Lorenzo Miguel et Rucci, décida de mettre en avant Cafiero comme candidat justicialiste à la présidence de la Nation. Cependant, le candidat pour lequel penchera Perón — gêné semble-t-il par le rapprochement entrepris par Cafiero avec le gouvernement militaire d’alors — sera Héctor Cámpora. Dans ses mémoires, Cafiero estimait avoir été victime d’une opération de presse montée par les militaires, qui finit par lui être préjudiciable.
En 1973, après le triomphe de Perón, il fut nommé président de la Caisse nationale d’épargne et d’assurance, puis quelque temps après, secrétaire au Commerce. Sous la présidence d’Isabel Perón, il assuma le rôle d’interventeur fédéral dans la province de Mendoza entre août 1974 et mai 1975, puis exerça comme ministre de l’Économie de la Nation (de 1975 à 1976), et enfin fut nommé en 1976 ambassadeur d’Argentine auprès du Saint Siège, charge à laquelle il dut renoncer par suite du coup d’État militaire déclenché en mars de cette même année ; retourné en Argentine, il fut une deuxième fois incarcéré par les militaires.

#### Après le retour de la démocratie (1983-2014)
En 1983, avec la restauration de la démocratie en Argentine, Cafiero devint l’une des personnalités les plus importantes et les plus en vue du justicialisme. Il se mit à la tête du mouvement Unidad, Solidaridad y Organización (MUSO) et se porta précandidat à la présidence de la Nation aux primaires justicialistes, où toutefois sa candidature perdit face au binôme (fórmula) Italo Argentino Luder - Deolindo Felipe Bittel.
Sa candidature à la présidence rejetée, il ne resta plus à Cafiero qu’à être désigné candidat consensuel au poste de gouverneur de la province de Buenos Aires ; mais, s’agissant en l’espèce d’un scrutin indirect (c’est-à-dire s’effectuant par le biais de délégués), la fraction dirigée par Herminio Iglesias, méconnaissant l’accord préalable conclu avec Cafiero, décida de nommer à la place de celui-ci Herminio Iglesias lui-même comme candidat à ladite fonction. Cependant, le justicialisme perdra cette élection face au candidat radical Alejandro Armendáriz.
À la suite de cette défaite du justicialisme en 1983, Cafiero fonda, aux côtés de Carlos Menem et de Carlos Grosso, le courant Renovación Peronista. Aux élections législatives de 1985, il mena la liste des députés nationaux de la province de Buenos Aires sous l’étiquette Frente Renovador Justicialista. Après un accord difficile (où Julio Mera Figueroa fut le principal protagoniste), et quoique la fraction d’Herminio Iglesias contestât la légalité d’une liste parallèle à celle du justicialisme officiel dont lui avait la direction, la juge María Romilda Servini finit par autoriser la liste de Cafiero.
Il fut élu député national pour un mandat jusqu’à 1987, année où il se signala en appuyant le gouvernement de Raúl Alfonsín face au soulèvement carapintada qui mettait en péril la démocratie argentine ; cette attitude lui valut de pouvoir prendre place au balcon de la Casa Rosada le fameux 19 avril, quand Alfonsín salua la foule réunie sur la place de Mai.
Cette même année, il sut se faire élire gouverneur de Buenos Aires, avec pour partenaire de fórmula Luis María Macaya — victoire de grande signification pour le parti, en des temps où la présidence de la Nation était aux mains des radicaux. Cette même année encore, il fut désigné président du Conseil national du Parti justicialiste, et réussit alors, s’appuyant sur le mouvement Renovación peronista, à démocratiser le parti, et rendit possible, pour la première et seule fois dans l’histoire de ce parti, que les candidats à la présidence et à la vice-présidence fussent élus par scrutin direct des affiliés. En 1988, il sera précandidat à la présidence de la Nation pour le Parti justicialiste, en binôme avec José Manuel de la Sota, mais, à la surprise générale, fut battu lors de ces primaires par le duo Carlos Menem - Eduardo Duhalde.

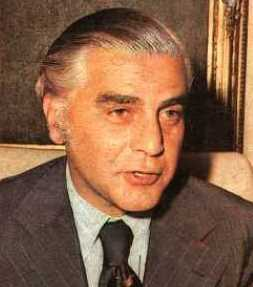
Antonio Cafiero en 1975.

Une fois perdu ce scrutin interne, Cafiero aspirait à présent à sa réélection comme gouverneur de la province de Buenos Aires, ce qui cependant requérait une réforme de la constitution provinciale, à laquelle s’opposèrent les fractions nationalistes. Sa réélection à la province sera ultérieurement avalisée par le gouverneur qui lui succédera, Eduardo Duhalde.
En 1991, au terme de son mandat de gouverneur, sous la présidence déjà de Carlos Menem, Cafiero fut nommé ambassadeur d’Argentine au Chili, charge qu’il remplira jusqu’en 1993, année où lui échut un siège de sénateur national jusqu’à 2001. Durant le bref gouvernement d’Eduardo Camaño, il exerça comme chef de cabinet ministériel. Le 2 janvier 2002, il siégea derechef comme sénateur national, et ce jusqu’à décembre 2005. Il fut présent lors de la translation des restes de Juan Perón du cimetière de la Chacarita vers San Vicente en octobre 2006.
De 2005 à sa mort en 2014, il occupa la présidence de la Conférence permanente des partis politiques d'Amérique latine et des Caraïbes (la COPPPAL).
Le 2 avril 2009, à l’occasion des obsèques de l’ancien président Raúl Alfonsín, qui avait été son adversaire politique dans les années 1980, il prononça un discours où il déclara notamment :

« J’ai eu deux maîtres dans la vie, qui m’ont enseigné tout ce que je sais, ou tout ce que je sais mal. L’un s’appelait Juan Domingo Perón, l’autre Raúl Alfonsín [...]. N’est un bon politique que celui qui a des rêves et Alfonsín avait des rêves, il rêvait, avec la jeunesse et avec les autres partis, [...] de restaurer la démocratie en Argentine, de faire de l’Union civique radicale un parti fort et puissant, de la transformer en une grande force de transformation, il rêvait que, quelque jour, le consensus et la réflexion auraient à régner dans la vie argentine, en supplantant les excès démagogiques ou le dédain pour autrui qui guident [aujourd’hui] l’action politique [...]. Il naquit avec une mission à accomplir et ne se refusa pas à l’accomplir [...]. »

À la mort de l’ancien président Néstor Kirchner, il déclara :

« Néstor Kirchner nous quitte, nous qui l’avons connu, qui avons été ses amis, et qui allons continuer à nous souvenir de lui, de sorte que son passage par la vie argentine n’aura pas été en vain [...]. C’est un homme qui a laissé des traces indélébiles dans l’histoire argentine. Il nous a donné un exemple de ce que doit être un politique qui est fidèle à ses convictions. [...] Néstor Kirchner a écrit une page très importante dans l’histoire des Argentins »

« Je suis surpris et consterné. Il sera difficile de remplacer Kirchner dans la politique argentine. Il a toujours assumé avec courage des responsabilités très importantes. Je relève dans son parcours sa fidélité aux principes de ses idées. Toujours il a payé un tribut pour ses convictions et cela est fondamental dans la vie d’un politique. Il ne fut pas un opportuniste, changeant sa position selon la direction du vent. Il appartenait à la race des véritables politiques, très fidèle à ses convictions. Il prit des décisions pendant son gouvernement  que nous pourrions définir comme clairement péronistes.

Il fut un homme pondéré, un politicien de race et un homme qui ne vacilla jamais dans ses convictions [...]. Kirchner était astucieux et savait user des armes de la politique. Il était fort vigoureux dans ses expressions. Il fit de la politique jusqu’à ses derniers jours comme bon militant. J’assume ici ce que je dis ; je crois que Kirchner savait qu’il allait bientôt mourir et néanmoins, il continua de jouer fort à la politique sans se laisser intimider ni se réfugier dans l’absence de foi. J’ai vu mourir d’autres grands personnages politiques de l’histoire argentine comme Perón et Evita, que j’ai accompagnée jusqu’à la fin et avec qui j’ai parlé deux jours avant sa mort. L’Argentine affronte ici une lourde perte et je crois qu’on a besoin d’hommes courageux comme Néstor dans le pays. »

### Mort
Antonio Cafiero s’éteignit le 13 octobre 2014, à l’âge de 92 ans, des suites d’une affection pulmonaire,. Après son décès, la présidente Cristina Kirchner décréta deux jours de deuil national.

## Ouvrages
Antonio Cafiero fit paraître les ouvrages suivants :
- La independencia económica y el IAPI (1953).
- Cinco años después (1961).
- De la economía social-justicialista al régimen liberal-capitalista (1974, son livre le plus connu et le mieux diffusé)
- Desde que grité: ¡Viva Perón! (1983).
- Una Constitución para el progreso humano (1993)
- El peronismo que viene (1995)
- La política exterior peronista 1946-1955 (1996)
- Mis diálogos con Evita (2002
- Militancia sin tiempo: mi vida en el peronismo (2011), livre de mémoires, son ultime ouvrage.

### Apparition au cinéma
En 2010, il participa au tournage du film Pájaros volando, du réalisateur Néstor Montalbano, où il interpréta le patron d’une entreprise d’autobus interurbains, tenant un discours de justice sociale et populaire.